# Bruna Silva
Bruna Silva (sinh năm 2001) là một người mẫu, nữ hoàng sắc đẹp có hai dòng máu Brazil và Bồ Đào Nha. Cô đã đăng quang cuộc thi Hoa hậu Nữ hoàng Bồ Đào Nha 2018. Đây là cuộc thi có trách nhiệm chọn ra người đại diện tham dự đấu trường Hoa hậu Trái Đất. Với chiến thắng này, cô đã chính thức trở thành người đại diện cho xứ sở bò tót tại cuộc thi Hoa hậu Trái Đất 2019.

## Tiểu sử
Bruna Silva sinh ra tại Rio de Janeiro, Brazil và hiện đang sống tại Braga, Bồ Đào Nha. Cô là một học sinh của Kinh tế học xã hội từ trường trung học Vila Verde.

## Các cuộc thi

### Hoa hậu Nữ hoàng Bồ Đào Nha 2018
Ngày 22 tháng 9 năm 2018, Silva đã đăng quang cuộc thi Hoa hậu Nữ hoàng Bồ Đào Nha 2018 được tổ chức tại Trung tâm Văn hóa của Viana do Castelo. Cô cũng đã giành được giải thưởng phụ Trang phục đẹp nhất và Hoa hậu Seissa. Cô được trao vương miện bởi Telma Madeira.

### Hoa hậu Trái Đất 2019
Cô tham dự cuộc thi Hoa hậu Trái Đất 2019 và lọt vào Top 20.